# Rodiano
Los rodianos son una raza ficticia en el universo de Star Wars. Podemos verlos en los episodios I, IV y VI, además de las series animadas La guerra de los clones y Star Wars Rebels, así como también en muchos cómics, libros, videojuegos y novelas.

## Descripción
Eran humanoides de piel verde nativos del planeta Rodia. Durante las Guerras Clon, Rodia fue representada por el senador Onaconda Farr en el Senado de la República Galáctica. Rodia se unió brevemente a la Federación de Comercio durante la guerra, bajo la promesa de alimentos y protección de los piratas. Al final, fue traicionado, y volvió a unirse a la República. Varios Rodianos fueron cazarrecompensas, incluidos Greedo y Jakoli. Greedo era un aficionado, y finalmente fue asesinado por el contrabandista Han Solo, mientras que Jakoli era un hábil cazarrecompensas que mataba a sus objetivos. Algunos Rodianos también trabajaron como informantes, como Tsoklo, que trabajó para el Imperio Galáctico.
Altamente reconocibles debido a las características de la estructura facial y el pigmento de la piel, los rodianos eran famosos por su cultura violenta, que surgía de las dificultades de la vida en las selvas de su mundo natal. Aunque a menudo eran relegados al margen de la sociedad galáctica como cazarrecompensas o secuaces criminales, los rodianos no eran simplemente matones ingenuos. El pueblo rodiano logró producir artistas, comerciantes y políticos que se encontraban incluso entre las clases altas de los Mundos del Núcleo.

## Creación
Los rodianos en la Cantina de Mos Eisley eran nombrados durante la producción como marcianos, y en 1978 fueron identificados en un memorando como "Graffties", una referencia a la película de George Lucas American Graffiti. El traje rodiano usado para Greedo se arregló de manera diferente con dos brazos adicionales y se usó para Nabrun Leids, quien en ese momento se conocía como un "plutoniano".
En las versiones originales de Una nueva esperanza y El retorno del Jedi, todos los personajes de fondo rodianos vestían el mismo disfraz que Greedo. Los rodianos añadidos a la Banda Max Rebo en la edición especial de El retorno del Jedi fueron los primeros rodianos en tener sus propios disfraces, sin mencionar que fueron los primeros rodianos en hacer aparición en la pantalla que no eran cazarrecompensas.
El nombre "Rodiano" apareció por primera vez en Galaxy Guide 1: A New Hope, pero luego se usó en guiones y notas de producción para la trilogía de precuelas. Esto lo convierte en uno de los pocos elementos que se originaron en el Universo Expandido para aparecer en las películas.

## Rodianos famosos
- Greedo
- Greeata
- Onaconda Farr
- Doda Bodonawieedo
- Jakoli
- Tsoklo